# Pascal Eenkhoorn
Pascal Eenkhoorn (Genemuiden, 8 febbraio 1997) è un ciclista su strada olandese che corre per il team Soudal Quick-Step. Professionista dal 2018, nel 2022 ha vinto il titolo nazionale in linea.

## Palmarès

### Strada
- 2015 (Juniores)

Grand Prix André Noyelle
Bernaudeau Junior
- 2016 (BMC Development Team)

Grand Prix de la Magne
- 2017 (BMC Development Team)

Prologo Olympia's Tour (Eelde-Paterswolde, cronometro)
Classifica generale Olympia's Tour
- 2018 (Lotto NL-Jumbo, due vittorie)

1ª tappa, 1ª semitappa Settimana Internazionale di Coppi e Bartali (Gatteo > Gatteo)
3ª tappa Colorado Classic (Denver > Denver)
- 2020 (Team Jumbo-Visma, una vittoria)

4ª tappa Settimana Internazionale di Coppi e Bartali (Forlì > Forlì)
- 2021 (Jumbo-Visma, una vittoria)

Heistse Pijl
- 2022 (Jumbo-Visma, una vittoria)

Campionati olandesi, Prova in linea Elite

### Altri successi
- 2014 (Juniores)

Classifica scalatori Corsa della Pace Juniores
Classifica giovani Aubel-Thimister-La Gleize
- 2016 (BMC Development Team)

Prologo Tour de Berlin (Berlino, cronosquadre)
Classifica giovani Tour de Berlin
- 2017 (BMC Development Team)

Classifica giovani Tour de Normandie
Classifica giovani Rhône-Alpes Isère Tour
Classifica giovani Olympia's Tour
- 2018 (Lotto NL-Jumbo)

5ª tappa Tour of Britain (Cockermouth > Whinlatter Pass, cronosquadre)
- 2019 (Team Jumbo-Visma)

1ª tappa Hammer Stavanger (Stavanger, cronosquadre)
Classifica finale Hammer Stavanger
- 2023 (Lotto Dstny)

Classifica scalatori Giro di Svizzera

### Ciclocross
- 2014-2015

Grote Prijs van Brabant

## Piazzamenti

### Grandi Giri
- Giro d'Italia

2022: 62º
- Tour de France

2023: 91º
2025: 49º

### Classiche monumento
- Milano-Sanremo

2024: 70º
- Giro delle Fiandre

2018: ritirato
2019: 62º
2020: 104º
2021: 94º
2025: 84º
- Parigi-Roubaix

2018: 81º
2019: 63º
2021: ritirato

### Competizioni mondiali
- Campionati del mondo

Ponferrada 2014 - In linea Junior: 22º
Richmond 2015 - In linea Junior: 52º
Doha 2016 - Cronometro Under-23: 28º
Doha 2016 - In linea Under-23: 132º
Bergen 2017 - In linea Under-23: 28º
Innsbruck 2018 - Cronometro Under-23: 16º
Innsbruck 2018 - In linea Under-23: 30º
Yorkshire 2019 - In linea Under-23: 7º
Imola 2020 - In linea Elite: ritirato
Fiandre 2021 - In linea Elite: 66º
Wollongong 2022 - In linea Elite: 28º
Glasgow 2023 - In linea Elite: ritirato
- Campionati del mondo di ciclocross

Hoogerheide 2014 - Juniores: 14º

### Competizioni europee
- Campionati europei

Tartu 2015 - Cronometro Juniores: 21°
Tartu 2015 - In linea Juniores: 15°
Plumelec 2016 - Cronometro Under-23: 20°
Plumelec 2016 - In linea Under-23: 31°
Herning 2017 - Cronometro Under-23: 17°
Herning 2017 - In linea Under-23: 97°
- Campionati europei di ciclocross

Mladá Boleslav 2013 - Juniores: 11º